# Blyde River Canyon

Le Blyde River Canyon et les Trois Rondavels.

Le Blyde River Canyon (Blyderivierspoort en afrikaans ce qui signifie canyon de la rivière de joie en français) est situé dans la province du Mpumalanga en Afrique du Sud, dans l'est de la région historique du Transvaal. Il est situé sur la très touristique Route du Panorama.
Composé principalement de grès rouge, le Blyde River Canyon forme la partie nord de l'escarpement des montagnes de Drakensberg. Troisième plus grand canyon du monde selon l'office du tourisme, réputé deuxième plus grand canyon d'Afrique (après le Fish River Canyon), le Blyde River Canyon est la quatrième attraction touristique du pays, drainant près d'un million de visiteurs par an, et l'un des sites touristiques les plus importants de la province du Mpumalanga avec le Parc national Kruger. Il est notamment situé sur la route panoramique qui part de Graskop et mène aux sites naturels de God's Window et de Bourke's Luck Potholes. 

## Géographie

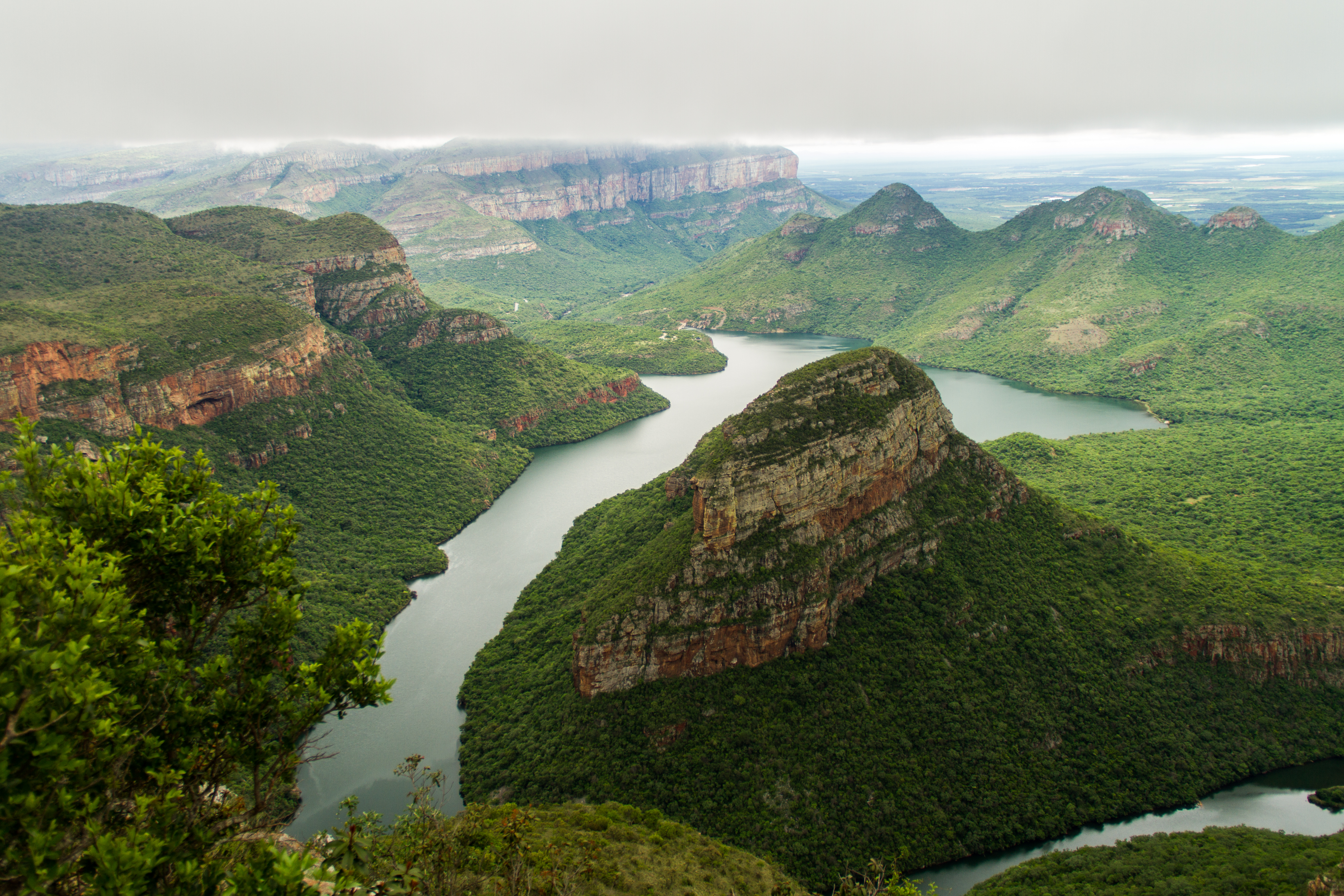
Blyde River Canyon.

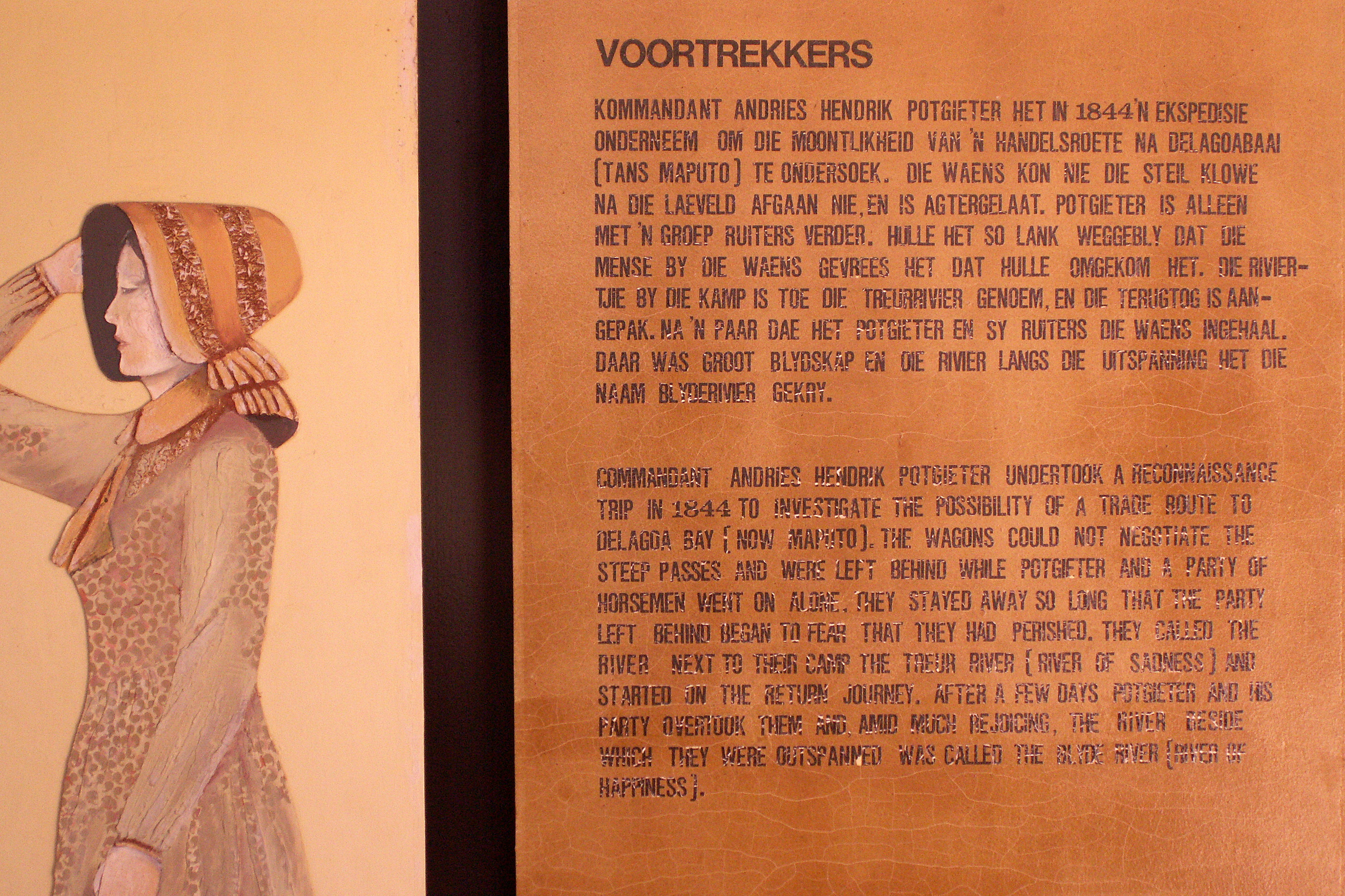
Panneau d'information en afrikaans et en anglais sur l'origine du nom de la Blyde River.

Situé dans la partie nord de la chaîne de montagne des Drakensberg, le canyon fait 26 kilomètres de longueur et 750 mètres en moyenne de profondeur. La Treur river se jette dans la Blyde river  aux « Bourke's Luck Potholes ». La rivière Blyde traverse ensuite le Blyde River Canyon.
Le barrage de Blyderivierpoort se trouve à une altitude de 665 mètres. Le point culminant du canyon est Mariepskop (1 944 mètres) tandis que son point le plus bas où la rivière quitte le canyon est légèrement inférieur à 561 mètres.

## Historique

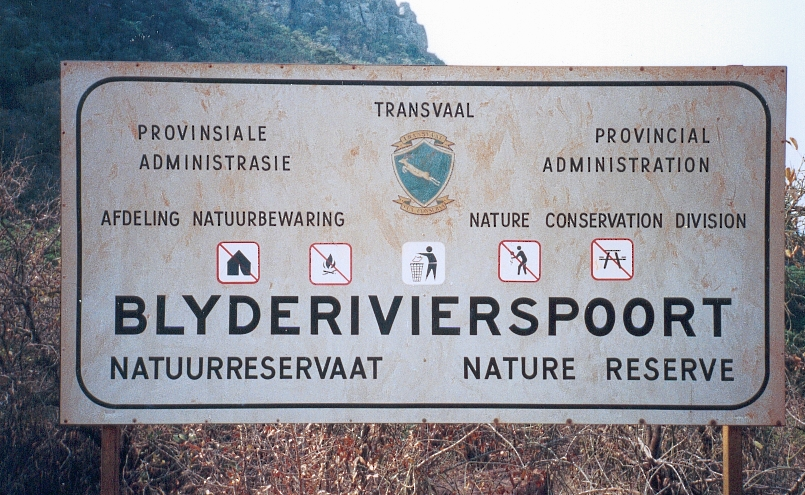
Signalisation bilingue anglais/afrikaans dans le Blyde River Canyon.

La tribu MaPulane avait baptisé la rivière du nom de Motlatse. 
La Blyde River fait référence à un évènement historique, partie intégrante de l'histoire afrikaner au Transvaal. Le nom de Blyde River fut ainsi donné en 1844 par les épouses de voortrekkers, qui attendaient leurs maris partis sous la conduite d'Hendrik Potgieter, à la recherche d'une route vers la baie de Delagoa. Ne revenant pas et les croyant morts, elles baptisèrent « Treur River » (rivière des pleurs) la rivière au bord de laquelle leur campement était dressé.  Elles partirent néanmoins à la recherche de rescapés et c'est au bord d'une autre rivière qu'elles nommèrent « Blyde River » (rivière de joie), qu'elles les retrouvèrent tous et bel et bien en vie,,.

## Site touristique

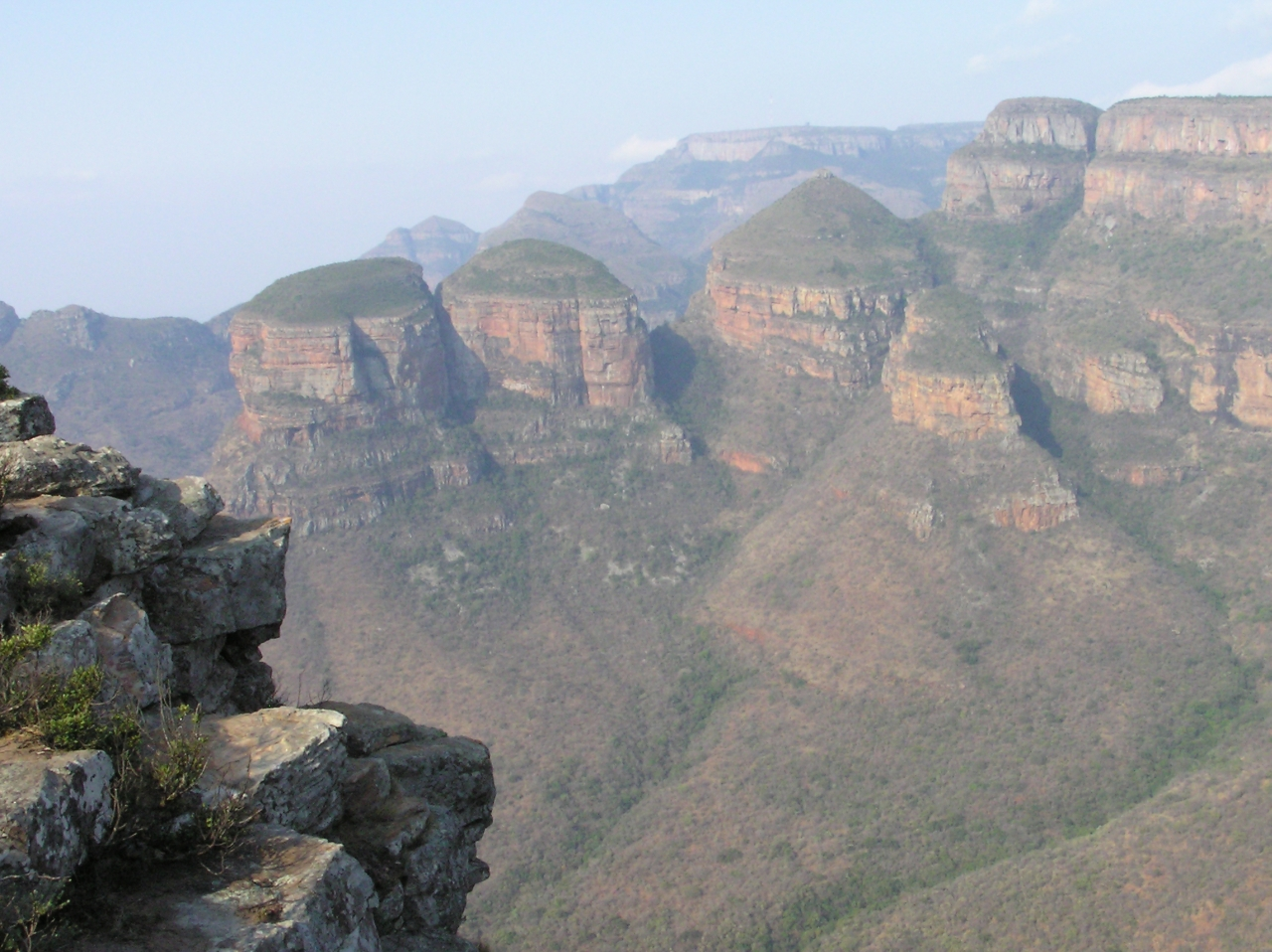
Trois Rondavels.

La vue la plus célèbre du canyon est celle donnant sur les Trois Rondavels, qui rappellent des huttes africaines (hutte : rondavel en afrikaans). 
Une des vues les plus photogéniques le long du canyon est celle de « God's Window », à proximité de la ville de Graskop, qui offre une vue plongeante de 700 m sur le bas veld et les réserves sauvages proches du Parc national Kruger, ainsi que sur une forêt luxuriante.

## Galerie

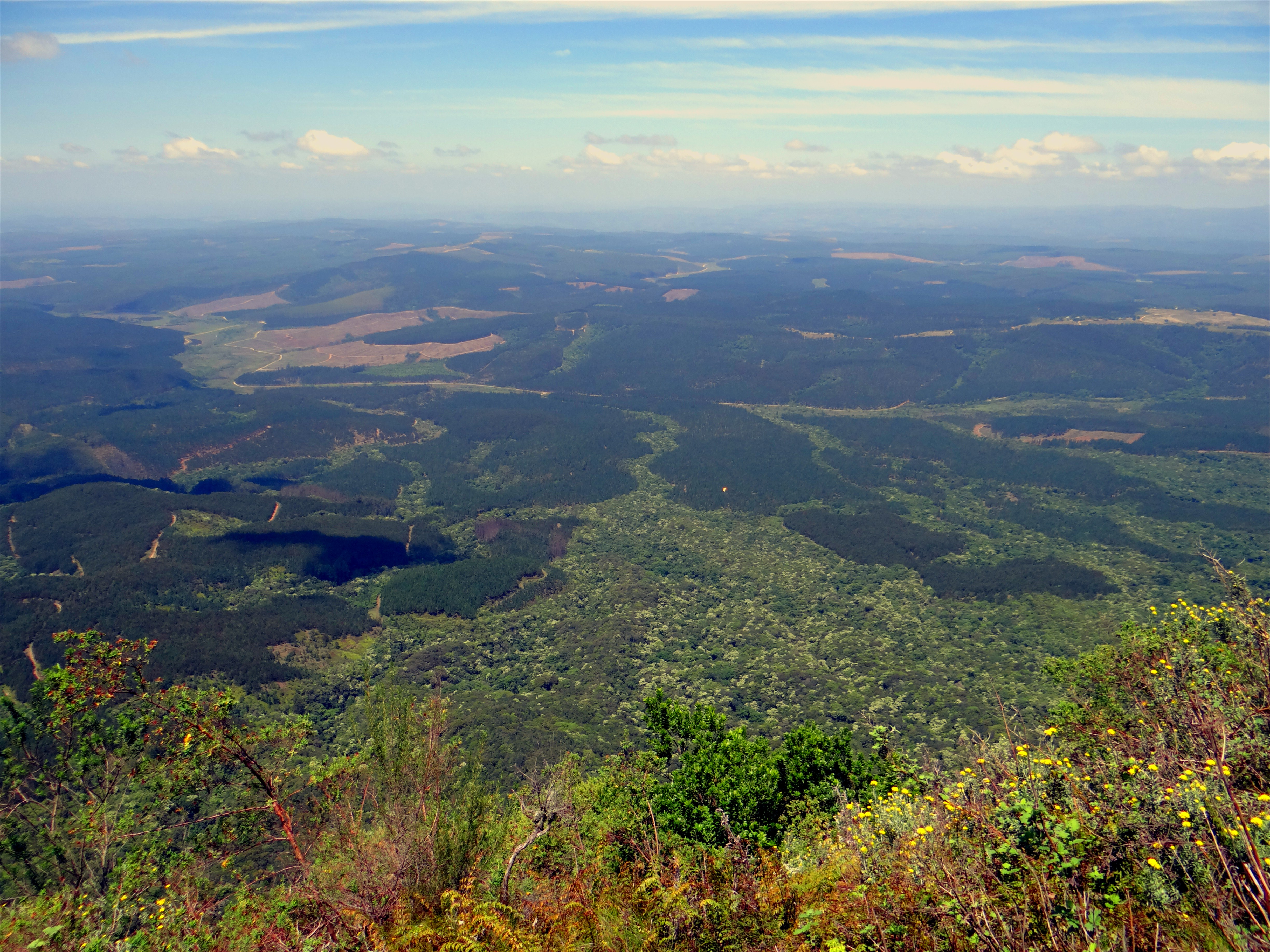
God's Window.
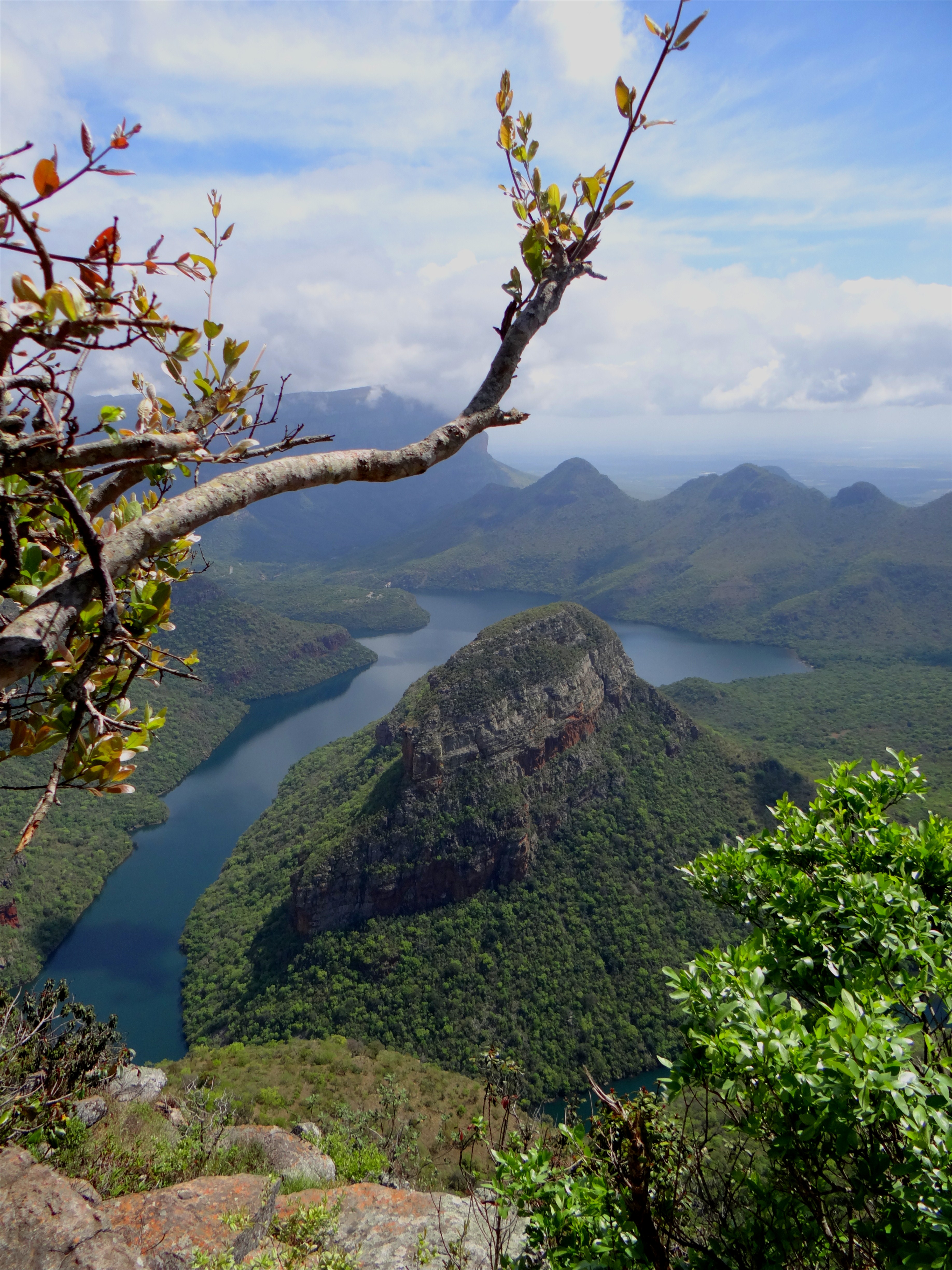
Blyde River Canyon.
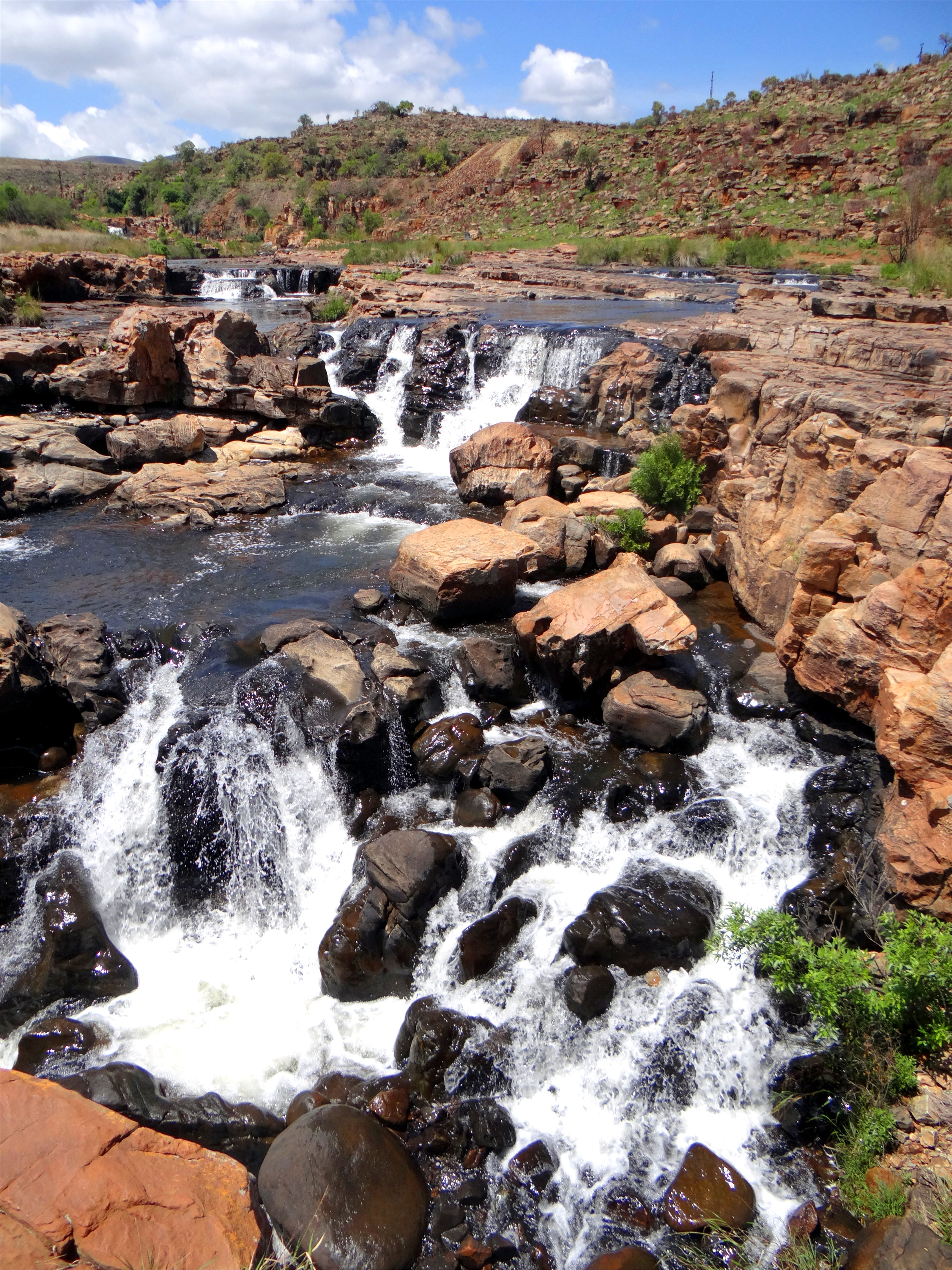
Bourke's Luck Potholes.
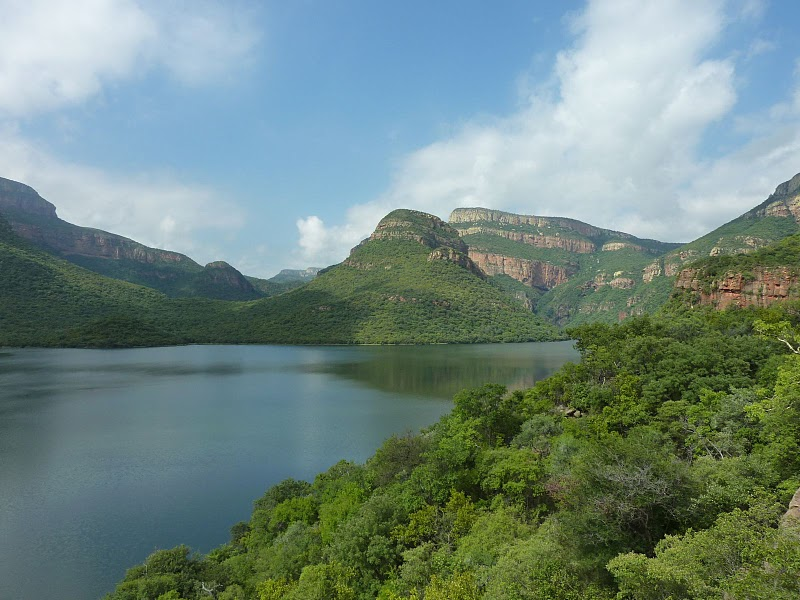
Barrage sur la Blyde River.